# Cantillana
Cantillana és una localitat de la província de Sevilla, Andalusia, Espanya. L'any 2005 tenia 9.411 habitants. La seva extensió superficial és de 107 km² i té una densitat de 88,0 hab/km². Les seves coordenades geogràfiques són 37° 36′ N, 5° 49′ O. Està situada a una altitud de 32 metres i a 29 kilòmetres de la capital de la província, Sevilla.

## Demografia
| 1996  | 1998  | 1999  | 2000  | 2001  | 2002  | 2003  | 2004  | 2005  |
| ----- | ----- | ----- | ----- | ----- | ----- | ----- | ----- | ----- |
| 8.930 | 8.929 | 8.959 | 8.947 | 8.989 | 8.999 | 9.138 | 9.289 | 9.411 |